# 海桑属
海桑属（学名：Sonneratia）是千屈菜科下的一个属，亦是海桑亚科的唯一一属，为灌木或乔木植物。该属共有约20种，分布于东半球热带地区海岸。
属名Sonneratia因纪念法国旅行家Pierre Sonnerat（1749-1841）而命名。

## 下属物种
本属包括以下物种：
- Sonneratia crossi Anderson, 1938
- Sonneratia kitchini Spath, 1925
- Sonneratia perrinsmithi Anderson, 1938
- Sonneratia rotator Casey, 1965